# Liste der Kirchenlieder Luthers

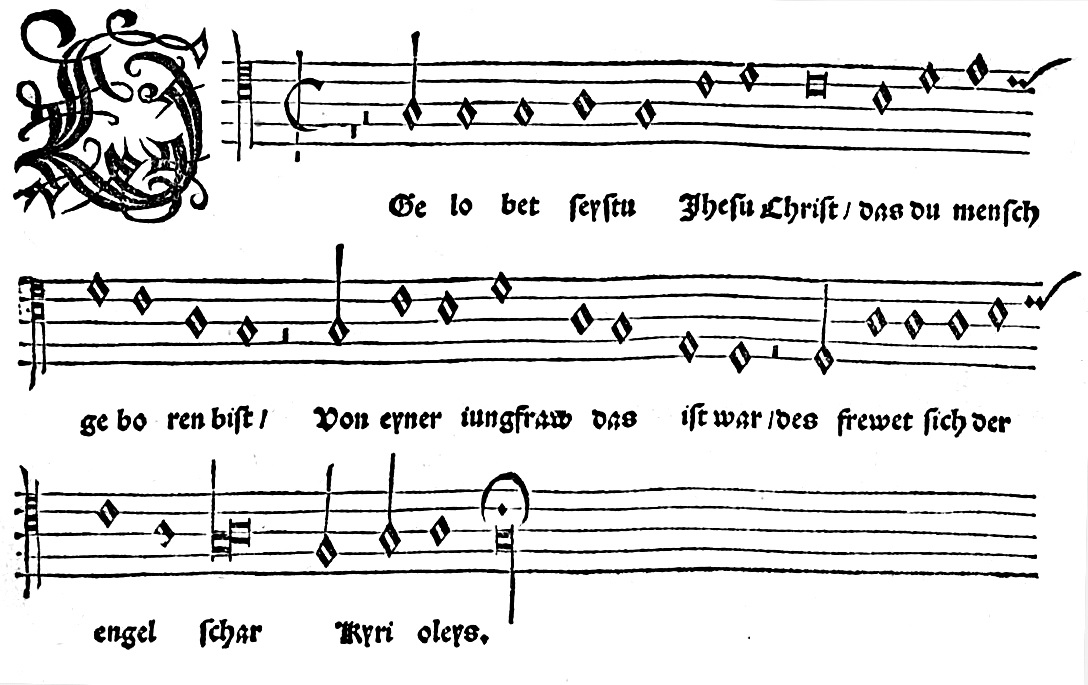
Gelobet seystu Jhesu Christ in Walters Geystliche gesangk Buchleyn

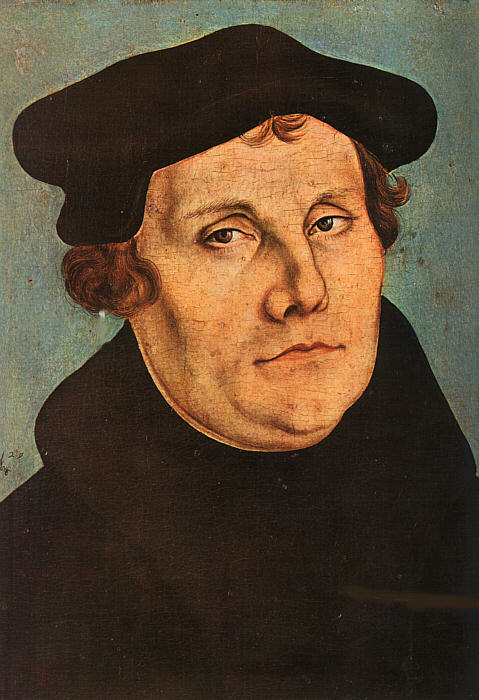
Martin Luther, Porträt von
Lucas Cranach d. Ä. (1529)

Die Liste der Kirchenlieder Luthers enthält 38 Lieder, zu denen Martin Luther den Text und teilweise auch die Musik verfasste.

## Lieder
- Kirchenjahrslieder:
  - Advent:
    - Nun komm, der Heiden Heiland

  - Weihnachten:
    - Christum wir sollen loben schon
    - Gelobet seist du, Jesu Christ
    - Vom Himmel hoch, da komm ich her (für seine Kinder gedichtet; Lk 2,8–14 LUT)
    - Vom Himmel kam der Engel Schar
    - Mit Fried und Freud ich fahr dahin (nach dem Lobgesang des Simeon, Lk 2,29–32 LUT)

  - Epiphanias:
    - Was fürcht’st du, Feind Herodes, sehr?

  - Ostern:
    - Christ lag in Todes Banden
    - Jesus Christus, unser Heiland, der den Tod überwand

  - Pfingsten:
    - Komm, Gott Schöpfer, heiliger Geist (nach dem lateinischen Hymnus Veni creator spiritus)
    - Komm, Heiliger Geist, Herre Gott
    - Nun bitten wir den Heiligen Geist

  - Trinitatis:
    - Gott der Vater wohn’ (steh) uns bei

- Katechismuslieder:
  - Gebote:
    - Dies sind die heilgen zehn Gebot
    - Mensch, willst du leben seliglich (ewiglich)

  - Glaubensbekenntnis:
    - Wir glauben all an einen Gott

  - Vater Unser:
    - Vater unser im Himmelreich

  - Taufe:
    - Christ, unser Herr, zum Jordan kam

  - Beichte:
    - Aus tiefer Not schrei ich zu dir (nach Ps 130 LUT, 1523)

  - Abendmahl:
    - Jesus Christus, unser Heiland, der von uns den Gotteszorn wandt
    - Gott sei gelobet und gebenedeiet

- Psalmlieder:
  - Ach Gott, vom Himmel sieh darein (nach Ps 12 LUT, 1523)
  - Es spricht der Unweisen Mund wohl (nach Psalm 14 LUT, 1523)
  - Ein feste Burg ist unser Gott (teilweise nach Ps 46 LUT)
  - Es woll’ uns Gott genädig sein (Es wolle Gott uns gnädig sein) (nach Ps 67 LUT)
  - Wär Gott nicht mit uns diese Zeit (nach Ps 124 LUT)
  - Wohl dem, der in Gottesfurcht (Gotts Furchte) steht (nach Ps 128 LUT)

- Weitere Lieder:
  - Der du bist drei in Einigkeit (Übertragung)
  - Ein neues Lied wir heben an (Luthers erstes Lied, 1523)
  - Erhalt uns, Herr, bei deinem Wort
  - Herr Gott, dich loben wir (Übertragung des Te Deum laudamus, Deutsches Tedeum, 1529)
  - Jessia, dem Propheten, das geschah (zum Sanctus, Jes 6 LUT)
  - Litanei (Kyrie Eleison)
  - Mitten wir im Leben sind
  - Nun freut euch, lieben Christen g’mein (1523)
  - Sie ist mir lieb, die werte Magd
  - Verleih uns Frieden gnädiglich

- Nachträglich vertonte Luther-Texte:
  - Die beste Zeit im Jahr ist mein

## Chronologie
Die ersten Lieder entstanden 1523 (Ein neues Lied wir heben an, Nun freut euch lieben Christen g’mein u. a.). Zur Jahreswende 1523/24 wurden im Achtliederbuch in Nürnberg erstmals vier Lieder Luthers gedruckt, 1524 im Erfurter Enchiridion 18 Lieder.